# Heteropogon lautus
Heteropogon lautus là một loài ruồi trong họ Asilidae. Heteropogon lautus được Loew miêu tả năm 1872. Loài này phân bố ở vùng Tân Bắc giới.